# Morunglav
Morunglav – wieś w Rumunii, w okręgu Aluta, w gminie Morunglav. W 2011 roku liczyła 1280 mieszkańców.